# Hairbreadth Harry
Hairbreadth Harry war der bekannteste Comicstrip von Charles William Kahles. Er wurde von 1906 bis 1939 veröffentlicht. Mit ihm wurden melodramatische Elemente und Cliffhanger in die Comicwelt eingeführt. Darüber hinaus erschien mit Belinda Blinks, der Freundin des Titelhelden, erstmals eine berufstätige Frau in einem Comic.

## Handlung
Die Hauptaufgabe des Titelhelden  von Hairbreadth Harry bestand darin, seine Freundin Belinda Blinks vor dem Bösewicht Rudolph Rassendale zu retten. Eine Hochzeit zwischen Harry und Belinda, die vor einer zwischenzeitlichen, durch einen Syndikatswechsel bedingten Einstellung des Comics stattfand, wurde nach dem Syndikatswechsel für erfunden erklärt, sodass die Geschichte wieder von Neuem beginnen konnte.

## Veröffentlichung und Zeichner
Schöpfer von Hairbreadth Harry war der deutschstämmige Zeichner Charles William Kahles. Der Strip begann am 21. Oktober 1906 als Sonntagsseite und erschien ab 1923 als daily strip. Nach dem Tode Kahles' im Jahr 1931 übernahm Franklin Osborne Alexander den Strip und führte in bis zum Jahr 1939 fort. Während der Comic zu Beginn vom McClure Syndikat vertrieben wurde, übernahm ein halbes Jahr nach dessen Einstellung der Geschäftstätigkeit im Jahr 1915 das Ledger Syndikat die Veröffentlichung von Hairbreadth Harry.
Basierend auf dem Comic wurden in den Jahren 1926 bis 1928 mehrere Kurzfilme mit Earl McCarthy als Hairbreadth Harry veröffentlicht. Darüber hinaus war Hairbreadth Harry auch in den Eight-pagers vertreten.